# لیندکس
لیندکس (انگلیسی: Lindex) شرکت پوشاک سوئدی است، که در سال ۱۹۵۴ تأسیس شد.